# August Friedrich Schott
August Friedrich Schott (* 11. April 1744 in Dresden; † 10. Oktober 1792 in Leipzig) war ein deutscher Rechtswissenschaftler.

## Leben
August Friedrichs Vater war der Generalacciseinspektor und Amtssteuereinnehmer Christian Friedrich Schott, der als Sohn des königlich-polnischen und kurfürstlich sächsischen Hofkonditors Johann Friedrich Schott († 7. November 1729 in Dresden) geboren wurde. Der von früher Kindheit an gesundheitlich geschwächte August Friedrich wurde anfänglich von Privatlehrern ausgebildet und hat sich dabei eine ungemeine Literaturkenntnis angeeignet. Er absolvierte seit 1761 ein Studium der philosophischen Wissenschaften an der Universität Wittenberg und wechselte 1762 von dort an die Universität Leipzig.
In Leipzig erwarb er sich 1765 den akademischen Grad eines Magisters der Philosophie, promovierte bald darauf zum Doktor der Rechte und trat bald mit juristischen Vorlesungen sowie Schriften hervor. Daher trug man ihm 1767 die außerordentliche Professur der Rechtsaltertümer auf. 1769 wurde er in die fränkische Nation versetzt und erhielt dadurch ein Kollegiat am kleinen Fürstenkollegium, aus dem er später an das große Fürstenkollegium wechselte.
Zudem wurde 1777 substituierter Assessor an der juristischen Fakultät, wurde 1778 ordentlicher Professor des sächsischen Rechts, Beisitzer des Oberhofgerichts,  1782 ordentlicher Professor mit dem Pandektentitel Verb.Sign. ec de Reg. Jur. und bald Professor der Pandekten, womit er auch am Kapitel des Hochstifts in Naumburg eine Stelle übernahm. Schott hatte sich auch an den organisatorischen Aufgaben der Leipziger Hochschule beteiligt und war im Sommersemester 1790 Rektor der Alma Mater.

## Familie
Schott hatte sich 1768 mit Margarethe Friederike Sophie († 1805) der ältesten Tochter des Leipziger Superintendenten Johann Friedrich Bahrdt verheiratet. Aus dieser Ehe stammen fünf Kinder, wovon jedoch nur der Sohn Heinrich August Schott (1780–1835) und eine Tochter Auguste Friederike Sophie Schott (* um 1769 in Leipzig; † 20. April 1809 in Zschortau), die den Pfarrer in Zschortau Christian Gottlob Caspari (* 27. November 1764 in Riesa; † 22. Mai 1846 in Zschortau) heiratete, ihn überlebten.

## Werke
- Epistola I de viris fama ac eruditione claris, qui celebri Strauchiorum nomen insigniti fuerunt. Leipzig 1762
- Schediasma de testamento in procìnctu facto. Leipzig 1764
- Diss. de Lege Villia annali magistratuum Romanorum. Leipzig 1765
- Diss. inaug. commentatio ad orationem Pertinacia de testamento posteriore imperfecto prius perfectum haud infirmante. Leipzig 1765
- Diss. Vindiciae Pomponii de materia XII tabularum. Leipzig 1765
- Diss. de usufructu vestimentorum ex voluntate constituentis vel vero, vel quasi tali. Leipzig 1767
- Diss. de vero actus et viae discrimine. Leipzig 1767
- Diss. de successione filiorum in res utensiles maternas ex iuribus civitatum Dresdensìs et.Lipsiensis. Leipzig 1767
- Diss. de praescriptione iuris bona sub pacto de retrovendendo alienata reluendi. Leipzig 1767
- Progr. de definitione rerum, quae functionem recipiunt. Leipzig 1767
- Diss. naturam pignoris Germanici in re oppignorata casu fortuito penes creditorem intereunte, iure Saxonico elcctorali haud mutatam esse. Leipzig 1767
- Progr. sistens conditionis potestativae fìgmentum. Leipzig 1768
- Unpartheyliche Kritik über die neusten. juristischen Schriften; nebst vermischten Beyträgen zur juristischen Gelahrheit überhaupt, wie auch züverlässigen Nachrichten von dem gegenwärtigen Zustande der Leipziger Akademie. 10 Bände. Leipzig 1768–1788, 1. Bd. Neuauflage 1776, 1777
- Opuscula iuridica. Leipzig 1770
- Diss. de iure primariarum  precum uxoribus ordinum Imperii competente. Leipzig 1770
- Diss. de poena bigamiae ordinaria, ad C. C. C. art. CXXI. Leipzig 1771
- Diss. de quaestione Domitiana in L. XXVII. D. qui testam, fac. poss. Leipzig 1771
- Diss. de honoribus regiis Principum Electorum. Leipzig 1771
- Entwurf einer juristischen Encyklopädie und Methodologie, Leipzig 1772, 1774, 1780, 1785, 1790, 1794
- Sammlungen zu den Teutschcn Stadt- und Landrechten. 1. Teil, Leipzig 1772, 2. Teil Leipzig 1773; 3. Teil Leipzig 1775
- Juristisches Wochenblatt. 4 Jahrgänge, Leipzig 1772–1775 Der 4. Jahrgang auch unter dem Titel: Magazin für Rechtsgelehrte und Geschichtsforscher. 1. Bd.
- Diss. an absentia debitoris principalis sub aliena iurisdictione commorantis, sit hodie iusta caussa fideiussorem, ordinis benefico privandi? Leipzig 1773
- Diss. de iuribus singularibus militum circa rem opisiciariam, in.Saxonia Electorali. Leipzig 1774
- Diss. Historia legum ecclesiasticarum de temporibus nuptiarum clausis. Leipzig 1774
- Diss. Contineus historiam iuris civilis de praescriptione adversus civitates. Leipzig 1774
- Diss. Specimen iuris digestorum ad Tit. de iustitia et iure. Leipzig 1775
- Diss. de furto usus. Leipzig 1775
- Martini Lipenii Bibliotheoqe realis iuridicae supplementa ac emendationes; collegit et digessit etc. Leipzig 1775
- Praenotionum canonicarum, libri V, quibus sacri iuris atque univcrsi studii ecclesiastici principia.et adminicula enucleantur; exarabat Jo. Doujat – Editio nova. Recensuit, notas adiecit et praefatus est A. F. S. 1. Teil Leipzig 1776. 2. Teil Part. I. Leipzig 1778., 2. Teil Part. II. Leipzig 1779
- Diss. Ius Gorlicense circa tutelam aetatis. Leipzig 1776
- Diss. de iudicio Horatiano eiusque. in iure usu. Leipzig 1777
- Diss. An liberi uniti mutua inter se successione hereditaria utantur?  Leipzig 1778
- Progr. Specimen Institutionum Juris Saxonici ex doctrina do succcssione ab intestato petitum. Leipzig 1778
- Diss. Primae lineae iuris Saxonici electoralis de legitima doniugum successione. Leipzig 1778
- Institutiones iuris Saxonici electoralis privati. Leipzig 1778
  - Editio altera auctior et emendatior. Leipzig 1785
  - Editio tertia auctior et emendatior; post auctoris obitum curavit C. G. Hauhold. Leipzig 1795
- Diss. de uxore desertrice, dote sua ex regula quidem, non femper tamen privanda. Leipzig 1779
- Diss. Quaestio iuris Saxonici: An marito ususfructus et administratio in bonis uxoris minorennis competat ? Leipzig 1779
- Diss. sistens observationes iuris, Saxonici. Leipzig 1779
- Diss. Quadriga observationum forensium. Leipzig 1780
- Diss. An maritus sumtus in funus uxoris factos ex concursu in huius bonis orto repetere iure possit? Leipzig 1780
- Progr. de iudicio super successione in Maioratu saepe arduo. Leipzig 1782
- Progr. Observationum ad legem Saxonicam electoralem de caussarum minutarum processu Specimen I. Leipzig 1782
- Bibliothek der neuesten juristischen Litteratur für das Jahr 1783 1. und 2. Teil, Leipzig 1783 und 1784.
- Bibliothek der neuesten juristischen Litteratur für das Jahr 1784. 1 und 2 Teil, Leipzig 1784 und 1785
- Bibliothek der neuesten juristischen Litteratur für das Jahr 1785. 1. und 2. Teil, Leipzig 1785 und 1786
- Bibliothek der neuesten juristischen Litteratur für das Jahr 1786. 1. und 2. Teil, Leipzig 1786 und 1787
- Bibliothek der neuesten juristischen Litteratur für das Jahr 1787. 1. und 2. Teil, Leipzig 1787 und 1788
- Bibliothek der neuesten juristischen Litteratur für das Jahr 1788. 1. und 2. Teil. Leipzig 1788 und 1789
- Nachträge und Register Bibliothek der neuesten juristischen Litteratur  1783–1788,  1. und 2. Teil, Leipzig 1789 und 1790
- Diss, de ignorantia populi circa poenas earum vim impediente. Leipzig 1788
- Progr. de disputatione super caussis illustribus a privato auctore caute instituenda. Leipzig 1789
- Diss. de citatione edictali in hereditatis absentium ob mortem praesumtam petitione iure Saxonico electorali praescripta. Leipzig 1791
- Progr. Pars I Commentationis de hereditate absentium, ob mortem praefumtam iure Saxonico electorali rite acquirenda. Leipzig 1792
- Grundlinien des processualischen Verfahrens in geringfügigen Sachen, nach den kursächsischen Gesetzen; ein Nachlass von A. F. Schott, ehemahligen berühmten Rechtsgelehrten zu Leipzig. Mit Anmerkungen und einer Beylage. Leipzig 1799

### Herausgeberschaften
- Das Stadtrecht der Stadt Freyberg, mit einer Geschichte desselben von Herrn Klotzsch. Leipzig 1775
- Joh. Gottlieb Siegel’s Einleitung zum Wechselrecht überhaupt, darinnen aus den neuesten in Europa üblichen Wechselordnungen gezogene Sätze nach ihrer natürlichen Ordnung sowohl unterschiedener Wechselgesetze dunkler Stellen deutliche Erläuterung und in Ermangelung der Vorschrift in denen Wechselordnungen aus denen allgemeinen Rechten entlehnte Principiis, nebst vielen, den Usum fori erläuternden Principiis zu befinden. Vermehrt von u. s. w. 3. Ausgabe, Leipzig 1773
- Joh. Gottlieb Siegel’s Fürsichtiger Wechselgläubiger, das ist: Gründlicher Unterricht, was diejenigen, so ihr Geld auf Wechsel sicher zu verleihen begehren, sowohl vor, als auch bey und nach Schliessung des Wechsels zu beobachten haben. 3. Auflage, mit einigen Anmerkungen herausgegeben. Leipzig 1776